# 拉斯季斯拉夫·帕夫利科夫斯基
拉斯季斯拉夫·帕夫利科夫斯基（1977年3月2日—），斯洛伐克男子冰球运动员，场上位置是前锋。他曾代表斯洛伐克国家队参加2002年冬季奥林匹克运动会冰球比赛，获得第13名。